# 1985 (Riccardo Fogli)
1985 è il nono album in studio del cantante pop italiano Riccardo Fogli, pubblicato nel 1985 dalla Paradiso.

## Tracce
LP (Paradiso PRD 20481)
Testi di Vincenzo Spampinato (tranne ove indicato diversamente), musiche di Maurizio Fabrizio (tranne ove indicato diversamente).
1. Sulla buona strada – 3:55
2. Le donne degli amici – 4:22
3. Pianeti che non esistono – 3:24
4. Quattro venti – 4:04
5. Sulla buona strada (versione strumentale) – 1:45
6. Il mio grande avvenire – 3:42
7. Greta – 4:07 (testo: Guido Morra – musica: Laurex, Popi)
8. Vecchi amori – 4:11
9. Buone vibrazioni – 4:34

Durata totale: 34:04